# 豊島氏
豊島氏（としまし）は、日本の氏族のひとつ。
1. 清和源氏（大和源氏）頼親流宇野氏の支流。摂津国豊島郡を本貫とした。
2. 丈部姓有道氏一族で、武蔵七党の児玉氏の支流。

- 下記の本項で述べる。

豊島氏（としまし）は、南武蔵（主に現代の東京都周辺）に勢力を持っていた武家。平姓秩父氏の一族で、武蔵国豊嶋郡から発展し平安時代から室町時代にかけて国人系領主として存続した。豊嶋氏とも記される。
鎌倉時代に分かれた支流に安土桃山時代まで陸奥国で大きな勢力を持った葛西氏がいる。
豊島氏は紀伊国から熊野権現を勧請し、郡内に多くの熊野神社を設けた。その最大のものが王子神社である。

## 発祥・平安時代

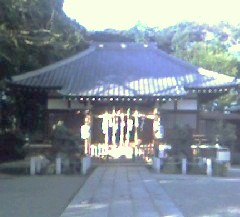
平塚神社（東京都北区）

桓武天皇の孫の高望王が臣籍降下して平姓を賜り関東に土着した。その子・平良文の孫の平将常（将恒とも）は武蔵権守となって武蔵国秩父郡中村郷（埼玉県秩父市）に土着して秩父氏を称し「秩父将常」となった。秩父氏は三浦氏、千葉氏、鎌倉氏、大掾氏などに並ぶ坂東八平氏に数えられる大きな勢力を張った。
秩父氏からは畠山氏、稲毛氏、河越氏、江戸氏などの多くの氏族が武蔵国各地に進出して秩父党と呼ばれる武士団を形成した。
秩父常将の次男秩父武常は、治安3年（1023年）に武蔵介藤原真枝を討った功により、武蔵国豊島郡と下総国葛飾郡葛西の地を賜り、この頃に豊島氏または葛西氏を称したと考えられている。一方で、近年の研究では二代あとの秩父康家が豊島氏の初代ではないかとも考えられている。
現在の東京都北区豊島が豊島氏発祥の地とされる。北区の平塚神社が豊島舘跡と伝わり、豊島氏初期の事績をつづった『平塚神社縁起絵巻』が残っている。
平忠常の乱以来、清和源氏の一流、源頼信の系統（河内源氏）が関東へ進出して坂東八平氏は源氏の家人となっていた。武常も源頼義・義家に従って前九年の役（または後三年の役）で奥州で戦って戦死している。保元の乱での源義朝の配下で武名をあげた武士に「豊島四郎」（俊経）の名がみえる。

## 鎌倉時代
源義朝が平治の乱で敗れて、平氏政権が成立し、源氏はまったく逼塞したが、治承4年（1180年）に伊豆国へ流されていた源頼朝が挙兵。頼朝は石橋山の戦いで敗れるが安房国で再挙し、豊島清元（清光）とその子の清重父子がこれに参じた。豊島氏は関東平定の戦いに従軍して鎌倉殿の御家人の列に加わる。
清元の三男の清重は葛西御厨を継いで葛西三郎を称して葛西氏の祖となった。清重は源範頼に従って九州まで渡って平氏追討で武功をあげた。奥州藤原氏征伐（奥州合戦）で清重は活躍して、平定後に奥州総奉行に任ぜられた。以後、葛西氏は奥州での大族となる。
関東では有経（清元の長男？）の系統が豊島氏を継承し、元暦元年（1184年）に紀伊守護人に任ぜられている。
建久元年（1190年）に頼朝が初めて上洛した際にはその供奉に多くの豊島氏の一族の名がみられる。
有経の子の朝経（江戸時代の系図では父）は建仁元年（1201年）に土佐守護に任じられた。朝経は建仁3年（1203年）に比叡山の僧兵と戦って戦死している。
承久の乱（1221年）でも豊島氏は幕府軍に加わって活躍し、「豊島九郎小太郎」「豊島十郎」の名が見える。
朝経の子の時光のときに禁令を破って土地を賭けた博打をしたことを幕府からとがめられて、仁治2年（1241年）に所領の豊島郡犬喰名を没収された。
元弘2年（1332年）に楠木正成が金剛山で挙兵すると幕府は10万の大軍でこれを包囲し、豊島一族もこれに加わっている。元弘3年（1333年）に足利尊氏が幕府に反旗を翻し、六波羅探題を攻略する。豊島重径と家信が探題・北条仲時とともに自刃した。
関東では新田義貞が挙兵。豊島氏はこれに加わり分倍河原の戦いでは江戸氏、葛西氏、河越氏とともに豊島氏も戦っている。

## 南北朝時代

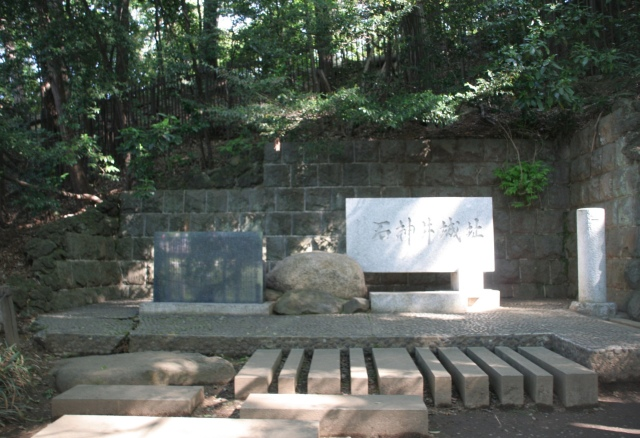
石神井城址（東京都練馬区）

豊島氏は貞和5年（1349年）に石神井郷の一円支配を開始し、その後応安元年（1368年）の「平一揆の乱」に敗れて関東管領・上杉氏に所領を没収されたのち、応永2年（1395年）になって同郷を還補（げんぽ ＝ 所領返却）されている。このことから、豊島氏が石神井城を築いて本拠を移動したのは14世紀末頃と考えられている。南北朝時代から室町時代の豊島氏は練馬氏、板橋氏、平塚氏、小具氏など庶流を配して、武蔵国で大きな勢力を形成していた。
南北朝の争乱の頃の当主は景村で、新田義貞次いで義興に味方して南朝に忠勤し、従五位に叙せられ、豊島郡の他に足立郡、新座郡、多摩郡、児玉郡に所領をもって豊島氏中興の祖と呼ばれた（ただし、「景村」の存在についてはまだ証明されていない）。
北条時行（鎌倉幕府最後の得宗高時の子）が南朝に加わって敗れて処刑された後に、景村はその長子の輝時を養子にしている。
南朝方についたという景村、輝時の事績は「泰盈本豊島家系図」や「道場寺過去帳」に見えるが、より確実性の高い史料によれば、後述のように南北朝時代の早い時期から北朝方に属していた豊島氏の動向と合わず、輝時が北条時行の子だったという多分に後世の創作めいた系譜を含めて、近年の研究では言及されないことが多い。
景村は南朝に忠勤したとされるが、景村の後を継いだ甥の朝泰やその子の宗朝に宛てた足利氏が発した着倒状や感状が残っており、暦応元年（1338年）頃には北朝方に属していたようである。
正平7年（1352年）に足利尊氏と新田義興が戦った武蔵野合戦では豊島弾正左衛門が江戸氏、河越氏とともに平一揆を構成して活躍し勝利した。
平姓武士団で構成される平一揆は関東管領・畠山国清と協調して鎌倉公方の有力な武力集団となったが、康安元年（1361年）には畠山国清が失脚したときには、鎌倉公方について国清討伐に参加している。やがて、平一揆は支配権強化を目指す鎌倉公方にとって脅威となり、関東管領上杉憲顕と対立して、応安元年（1368年）に武蔵平一揆の乱を起こすが敗れて崩壊してしまった。

## 室町時代
平一揆崩壊後に豊島氏は所領を没収されるが、後に豊島泰宗に還補されている。泰宗は石神井豊島氏と呼ばれて、この時代の本宗家にあてられる。
関東管領上杉禅秀が鎌倉公方足利持氏に対して反乱を起こした応永23年（1416年）の上杉禅秀の乱では豊島氏は足利持氏に味方して入間川の戦い、世谷原の戦いに参陣し、豊島範泰が軍忠状を受けている。この乱では持氏から「忠節の人々」として豊島氏、江戸氏が武功の筆頭とされ、禅秀から没収した所領を受けている。
関東管領上杉憲実と対立した持氏は永享の乱で滅び、永享12年（1440年）にその遺児が結城氏に擁せられて下野国結城城で挙兵した。この結城合戦で豊島大炊介（泰堯）が戦功をあげている。
文安4年（1447年）に室町幕府の許しがあって鎌倉公方は再興され、持氏の遺児の成氏がこれに迎えられた。成氏は上杉氏を憎んでことごとく対立し、享徳3年（1454年）、遂に関東管領上杉憲忠を暗殺してしまう。成氏と上杉氏との間で合戦が起きた（享徳の乱）。成氏は関東諸将に参陣を求め、「豊島三河守」「豊島勘解由左衛門尉」（石神井豊島氏の官途名）宛の参陣催促の書状が残っている。
成氏は幕府軍に敗れて鎌倉を棄て、下総国古河城に拠り、古河公方と呼ばれた。関東管領上杉氏はこれに対抗するために扇谷上杉家家宰の太田道真・道灌父子に岩槻城、河越城、江戸城を築かせた。江戸城は豊島氏の本拠の石神井城に近く、太田氏がこの地に進出したことは豊島氏の権益を著しく害し、豊島氏と太田氏が対立するようになったと考えられている。
享徳の乱での豊島氏の動向ははっきりしないが、上杉氏に味方したと考えられている。長禄3年（1459年）の武蔵国太田庄の戦いで「豊島弥三郎」「豊島左近将監」が戦功を挙げている。文明3年（1471年）に関東管領上杉顕定が上野国館林城を攻撃した時に豊島宣泰、経祐父子が奮戦して感状を受けている。
1476年（文明8年）に関東管領山内上杉家の家宰を二代続けて出した白井長尾家の長尾景春が顕定に叛き、豊島氏の当主泰経は景春に加担して石神井城、弟の泰明も平塚城（現在の通説では「練馬城」）で挙兵した（ただし、当時の史料には「勘解由左衛門尉」「平右衛門尉」との官途名の記述しかなく、実際にそう呼ばれていたか否かは不明である）。これにより、江戸城と河越城の連絡が絶たれ危機に陥った道灌が文明9年（1477年）に豊島方に対して攻撃を開始したため、両者は、江古田原・沼袋で合戦となった。この戦いで豊島方は泰明が戦死するなど惨敗を喫し、それに続く戦いで石神井城も落とされてしまった。
文明10年（1478年）に泰経は平塚城で再挙するが、道灌の攻撃を受けて落城。小机城に逃れるが、ここも落とされ（ただし、現在の通説では泰経は「足立から北に逃亡し、以後行方不明」とされ、「小机城逃亡説」は否定されている）、泰経は行方知れずとなり豊島氏本宗家は滅亡した。

### 室町時代の豊島氏の城
- 石神井城[3]
- 練馬城[3]
- 愛宕山城[4]
- 平塚城[5]

石神井城と練馬城の比較
- 類似点
  - 主郭が台地先端で四周を土塁囲みにしていること、また大きさも似通っている[6]。
  - 両城とも広大な外郭を持つ[6]。
- 違い
  - 石神井川に対する把握の違い - 石神井城は石神井川の湧水池のほぼ全てを城の主郭と外郭の本体部で抑えているが、練馬城の役割は石神井川流域の監視に留まる[6]。
  - 軍事技術の違い - 石神井城は塁線を曲げる横矢掛けを採用し、練馬城は馬出を採用している[7]。

## 戦国時代・江戸時代

### 幕臣豊島氏
泰経の子の康保が後北条氏に仕え、その子孫の経忠が武田氏次いで徳川氏に仕えて旗本になった。経忠の子の忠次は遠江国や近江国の天領代官となっている。忠次の孫の泰盈は豊島氏の事績を残すべく、「豊島氏系図」を編纂している。泰盈の家系はその後、幕末まで続いている。ただし、この旗本豊島氏と石神井豊島氏との系譜の信憑性については疑問とされている。
将軍家継の生母月光院に仕えた絵島の父が忠次の四男の家系（白井家）の旗本白井久俊である。絵島は大奥年寄となり権勢を振るったが、江島生島事件で流罪となり、その兄の勝昌は連座して死罪となった。
また、寛永5年（1628年）から正保2年（1645年）に伊豆諸島の八丈島の代官を務め、同地で溺死した豊島作十郎（豊島忠松）という人物がいたと伝わる。（海難法師項目参照。同伝説中では現地で殺害されたことになっている。）

### 布川豊島氏
戦国時代に下総国府川城（茨城県利根町）によった府川（布川）豊島氏の祖の豊島頼継は泰経の子で豊島氏の再興を図ったと称しているが、布川豊島氏の系図には誤謬が多く、布川豊島氏と武蔵豊島氏との関係ははっきりしない。同氏は千葉氏の重臣原氏との関係が深く、小弓公方足利義明に居城を追われた原胤隆が死去したのも布河城であった。
布川豊島氏は後北条氏に属し、豊臣秀吉の小田原征伐で所領を失い没落するが、豊島信満（明重）が徳川氏に仕えて旗本になり、幕府から1700石を賜るまで出世する。しかし、信満は縁談のことから老中井上正就に遺恨を持ち、寛永5年（1628年）に江戸城内で井上正就を殺害し、その場で自害した。嫡子吉継は切腹となり、布川豊島氏は断絶した。老中酒井忠勝の進言により、他の一族は連座を免れた。中でも土岐氏出身で信満の従兄弟という縁から豊島姓を名乗っていた豊島朝房（頼房）とその一族は紀州徳川家に仕え、紀州徳川家から将軍を継いだ吉宗の時に当時の当主・豊島半之丞朝治が土岐氏へ復姓、幕府旗本となった。

### その他
その他に上州長尾氏や忍城主成田氏に仕えた豊島氏もあり、北条氏滅亡の際に滅びている。系図類では泰経や泰明の子孫とされるが、疑問があり、石神井豊島氏との実際の系譜関係は不明である。
さらに清和源氏頼親流の宇野氏（大和源氏）の支族の豊島氏もあり、摂津国豊島郡（現在の大阪府池田市、箕面市、豊中市一帯）を本拠地とした。

## 庶流
赤塚氏
武蔵国赤塚（板橋区赤塚）を居所とする。鎌倉幕府将軍宗尊親王に仕えた武士に赤塚資茂の名がみえる。ただし、近年では赤塚資茂は豊島氏流の赤塚氏ではなく、当地域とは無関係とされている。江古田・沼袋原の戦いの戦死者に赤塚氏がいる。
志村氏
武蔵国志村の志村城（板橋区志村）を本拠とした。豊島氏庶流。承久の乱で志村又太郎が討ち死にしている。ただし、鎌倉時代の志村氏は豊島氏よりも丹党との関係が強いと考えられており、後の時代の豊島氏流志村氏とは異なるという説もある。その他、南北朝時代、戦国時代の史料にも志村氏が登場している。
板橋氏
江古田・沼袋原の戦いの戦死者に板橋氏がいる。板橋氏は後北条氏に仕えて、後北条氏滅亡後は徳川氏に仕えて旗本に列した。
宮城氏
葛西清重の子の朝清の系統。武蔵国足立郡宮城を居所とした。本宗家滅亡後は後北条氏に仕えた。小田原征伐後は徳川秀忠に仕えて、その二男・忠長に配されたが忠長は兄家光によって切腹断絶せられた。その後、赦免され旗本に列して幕末まで続いた。「豊島家宮城系図」、各種書状類の「豊島宮城文書」（内閣文庫蔵）を残し豊島氏研究の発展に寄与している。
その他、滝野川氏、練馬氏、小具氏、平塚氏、白子氏、庄氏など多数の庶流がいる。

## 系譜
豊島氏の系図には江戸時代に作成された発祥から旗本時代まで続く「金輪寺本豊島家系図」と「泰盈本豊島家系図」「豊島宮城系図」がある。しかしながら、江戸時代に作成された系図類に共通の問題であるが、史実との矛盾点が非常に多く、信憑性の点で疑問が多い。
近年になって鎌倉時代末期に作成されたと思われる「桓武平氏諸流系図」が発見され、これを基にした豊島氏の系図の再検討が今後の豊島氏研究の課題となっている。
```
「金輪寺本豊島家系図」

「泰盈本豊島家系図」

　　　
高望王

　　　　┃
　　（四代略）
　　　　┃
　　　
平将恒（将常とも）

　　　　┃
　 　　
武常

　　　　┣━━━━┓
　　 　
常家
　　　
近義

　　　　┃
 　　　
康家

　　　　┃
　 　　
清光

　　　　┣━━━━━━━┓
　　 　
朝経
　　　　　
葛西清重

　　　　┣━━━━┓（
葛西氏
へ）
　　　 
有経
　　　
朝綱

　　　　┃　　　　┃
 　　　
経泰
　　　
時光

　　　　┃
　 　　
泰友

　　　　┣━━━━━━━━━━━┓
 　　　
泰景
　　　　　　　　　　
景村

　　　　┃　　　　　　　　　　　┃
　 　　
朝泰
　　　　　　　　　　
輝時
（
北条時行
子息）
　　　　┃　　　　　　　　　　　┃
　　 　
宗朝
（宮城氏より養子）　
景則

　　　　┃
 　　　
泰宗

　　　　┃
　 　　
範泰

　　　　┃
　　 　
朝泰

　　　　┃
　 　　
泰景

　　　　┃
　　 　
泰儀

　　　　┃
 　　　
宣泰

　　　　┃
　 　　
経祐

　　　　┣━━━━┓
　　 　
泰経
 　　
泰明

　　　　┃
 　　　
康保

　（旗本豊島氏へ）
```

「豊島宮城系図」は1790年（寛政2年）頃に宮城氏が作成したもの。葛西清重の系統を嫡流とするのが特徴。宮城姓となり途中から宗朝が養子となり豊島姓に復している。宗朝以後は「泰盈本豊島家系図」を取り入れたものと考えられる。豊島泰明が兄の泰経の養子となり、忍城主成田長泰（1493年（明応2年） - 1571年（元亀2年））のもとへ逃れ、後年、後北条氏に仕えて武功があり、その子孫が宮城姓に再び改めたと主張している。泰明は江古田・沼袋原の戦い（1477年（文明9年））で戦死しており、仮に生きていたとしても後北条氏に仕えるのは年代的に無理がある。 
```
「豊島宮城系図」

　　　
高望王

　　　  ┃
　 　　
良文

　　　  ┃
　 　　
忠頼

　　　  ┃
　 　　
忠常

　　　  ┃
　 　　
将恒

 　　　 ┃
　 　　
武常

　　　  ┃
　　 　
常家

　　　  ┃
 　　　
康清

　　　  ┃
　 　　
清光

　　　  ┃
　　 　
清重

　　　  ┃
　 　　
朝清

　　　  ┃
　 　　
泰清

　　　  ┃
　 　　
泰重

　　　  ┃
　 　　
重廣

　　　  ┣━━━━━┓
 　　
宮城政業
　 重廣女子＝豊島三郎左衛門
　　　  ┃ 　　 　　┣━━━━┓
 　　
宮城為業
  　　
泰長
 　 　
朝泰

　　　  ┃ 　　   　┃   　（泰長養子へ）
 　　　
宗朝
 　   　
朝泰

　　　  ┃ 　　   　┃
 　　　
泰宗
　 　   
宗朝

　　　  ┃　　 （為業養子へ）
　 　　
範泰

　　　  ┃
　　 　
泰盛

　　　  ┃
　 　　
泰景

　　　  ┃
　 　　女子
　　　  ┃
　　 　
泰次

　　　  ┃
　 　　
経泰

　　　  ┃
 　　　
宣泰

　　　  ┣━━━━┓
　　 　
泰経
 　　
泰明

　　　  ┃　　（泰経養子へ）
　 　　
泰明

　　　  ┃
　　　　某
　（旗本宮城氏へ）
```